# 斯特凡·施瓦茨
斯特凡·施瓦茨（瑞典語：Stefan Schwarz，1969年4月18日—），瑞典男子足球运动员，场上位置是中场。他曾代表瑞典国家队参加1990年和1994年国际足联世界杯，其中1994年世界杯获得季军。